# 松井智子
松井 智子（まつい ともこ）は、日本の認知科学者。中央大学文学部教授。専門は認知科学、語用論。発達障害児、バイリンガル児を含む主に3歳から12歳くらいまでの子どもを対象に、対人コミュニケーション能力の発達を研究・調査を行っている。

## 略歴[2]
- 1987年 早稲田大学教育学部英語英文学科卒業
- 1988年 ユニヴァーシティ・カレッジ・ロンドン修士課程修了
- 1995年 ユニヴァーシティ・カレッジ・ロンドン博士課程修了
- 1997年 国際基督教大学助教授
- 2005年 京都大学霊長類研究所助教授（翌年より准教授）
- 2010年 東京学芸大学教授
- 2021年 中央大学文学部教授

## 受賞
- 市河賞 2000年

## 著書

### 単著
- 『子どものうそ、大人の皮肉　―ことばのオモテとウラがわかるには』（岩波書店、2013年）
- 『Bridging and Relevance』（John Benjamins, 2000年）

### 共著
- 『語用論研究法ガイドブック』加藤重広、滝浦真人/編集（ひつじ書房、2016年）
- 『言語と身体性（岩波講座 コミュニケーションの認知科学 第1巻）』今井むつみ、佐治伸郎ほか/共著（岩波書店、2014年）
- 『ミス・コミュニケーション』（ナカニシヤ出版、2011年）
- 『Evidentiality: A Window into Language and Cognitive Development, a New Directions for Child and Adolescent Development』（John Wiley & Sons, 2009年）
- 『ソーシャルブレインズ』（東京大学出版会、2009年）
- 『霊長類進化の科学』(京都大学出版会、2007年）